# Sainte-Hermine
Sainte-Hermine ist eine ehemalige französische Gemeinde mit 2962 Einwohnern (Stand: 1. Januar 2022) im Département Vendée in der Region Pays de la Loire. Sie gehörte zum Arrondissement Fontenay-le-Comte. Die Bewohner werden Herminois und Herminoises genannt.
Der Erlass des Präfekten vom 8. August 2024 legte mit Wirkung zum 1. Januar 2025 die Eingliederung von Sainte-Hermine als Commune déléguée zusammen mit der früheren Gemeinde Saint-Jean-de-Beugné zur Commune nouvelle Saint-Jean-d’Hermine fest.

## Geografie

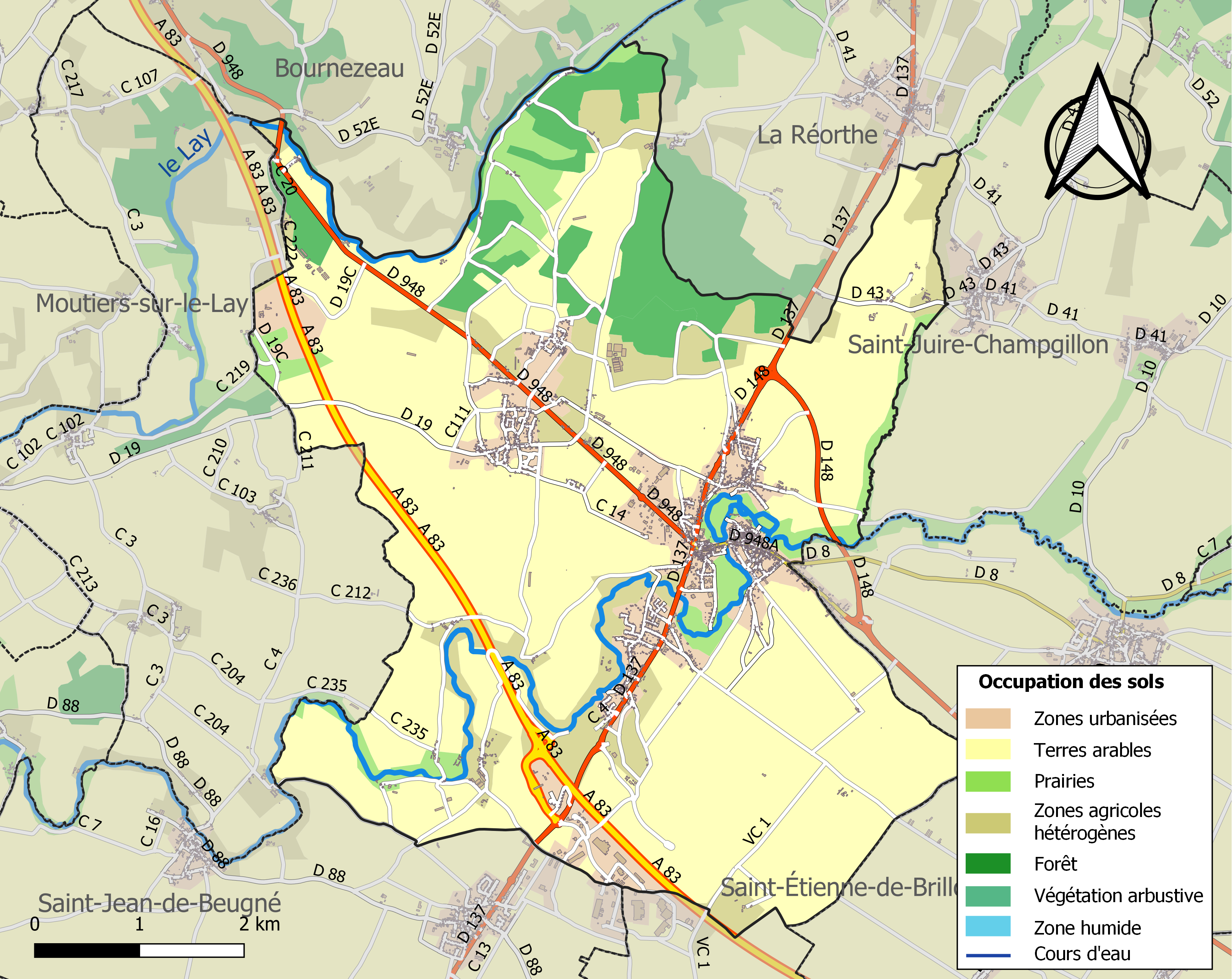
Bodennutzung, Hydrografie und Infrastruktur von Sainte-Hermine (2018)

Sainte-Hermine liegt etwa 22 Kilometer nordwestlich von Fontenay-le-Comte und etwa 31 Kilometer ostsüdöstlich von La Roche-sur-Yon. Das Ortsgebiet wird entwässert vom Lay, der es im Norden begrenzt, von der Smagne, die es zentral von Ost nach West durchquert, vom Ruisseau le Long Jarret, vom Ruisseau de Casserolle, vom Flüsschen Féolet, das es im Nordosten begrenzt, und verschiedenen kleineren Wasserläufen. Das Zentrum befindet sich auf einer Höhe von etwa 36 m. Das Bodenrelief ist hügelig mit einer maximalen Erhebung von 86 m im Norden und einer minimalen Höhe von 12 m beim Austritt des Lay aus dem Ortsgebiet.
Teile des Gebiets von Sainte-Hermine gehören zu den ZNIEFF-Naturzonen „Bocage et Bois entre la Forêt de Vouvant et le sud de Chantonnay“ (520005788) und „Vallée du Lay et Bois de la Reorthe á Saint-Vincent-Puymaufrais“ (520012246). Rund 81 % der Fläche von Sainte-Hermine werden landwirtschaftlich, hauptsächlich als Kulturboden genutzt, rund 8 % sind bewaldet, hauptsächlich im Norden, rund 7 % entfallen auf bebaute Flächen, rund 4 % auf Industrie-, Gewerbe- und Verkehrsflächen (Stand: 2018).
Umgeben wird Sainte-Hermine von den sieben Nachbargemeinden und der Commune déléguée von Saint-Jean-d’Hermine:
| Bournezeau                              | La Réorthe                                  | Saint-Juire-Champgillon    |
| Sainte-Pexine                           | Kompassrose, die auf Nachbargemeinden zeigt | Thiré                      |
| Saint-Jean-de-Beugné (Commune déléguée) | Saint-Aubin-la-Plaine                       | Saint-Étienne-de-Brillouet |

## Geschichte
Im Jahre 1808 wurde die bis dahin selbstständige Gemeinde Saint-Hermand, im Jahre 1971 die bis dahin selbstständige Gemeinde Simon-la-Vineuse eingegliedert.
In der zweiten Hälfte des 19. Jahrhunderts bedeckte sich der Vendée mit einem Netz von Schmalspurbahnen, um die von den großen Zugstrecken hinterlassenen Lücken auszugleichen und viele ländliche Regionen und bestimmte Städte von sekundärer Bedeutung zu verbinden.
Es war am 10. Juni 1900, als der Streckenabschnitt von Chantonnay nach Sainte-Hermine der Öffentlichkeit freigegeben wurde. Am 15. September war der Abschnitt nach Luçon betriebsbereit. Die Chantonnay-Luçon-Linie fuhr Pont-Charron an, wo der wichtige Steinbruch zum Verkehr beitrug.
In der Zwischenkriegszeit bis zum Zweiten Weltkrieg war der Verkehr im Bahnhof von Sainte-Hermin intensiv, sowohl für den Transport von Passagieren als auch für Pakete, Sendungen von Weizen, Rindern und Holz. Der Bahnhof erhielt ebenfalls Kohle und die Waren der Kaufleute von Sainte-Hermin und der Umgebung.
Während der deutschen Besetzung wurde täglich ein ganzer Wagen mit Verpflegung von der örtlichen Bevölkerung und der Umgebung von Sainte-Hermine aus abgesendet, um die Rationierung der Hauptstadt und der großen französischen Städte zu lindern. In jeder Gemeinde existierte ein Komitee, das für die regelmäßige Sendung von Versorgungspaketen verantwortlich war.
Den Dampflokomotiven folgten die Triebwagen, die die Reisenden schneller zu den Stationen der staatlichen Eisenbahn in Luçon und Chantonnay brachten.
Die lokalen Eisenbahnen des Départements haben das halbe Jahrhundert nicht überstanden. Dieses Transportmittel kam mit dem Aufkommen des Individualverkehrs zum Erliegen. Am 1. Januar 1947 hörte die Beförderung von Passagieren zwischen Sainte-Hermine und Luçon auf. Am 1. Oktober 1949 war es die Aufhebung des Frachtverkehrs, schließlich verschwanden am 31. Dezember alle Eisenbahnen des Départements.

## Bevölkerungsentwicklung
| Sainte-Hermine: Einwohnerzahlen von 1793 bis 2020                                                                          | Sainte-Hermine: Einwohnerzahlen von 1793 bis 2020 | Sainte-Hermine: Einwohnerzahlen von 1793 bis 2020 | Sainte-Hermine: Einwohnerzahlen von 1793 bis 2020 | Sainte-Hermine: Einwohnerzahlen von 1793 bis 2020 |
| --- | ------------------------------------------------- | ------------------------------------------------- | ------------------------------------------------- | ------------------------------------------------- |
| Jahr |                                                   |                                                   |                                                   | Einwohner                                         |
| 1793 | 1793                                              |                                                   | 1.484                                             | 1.484                                             |
| 1800 | 1800                                              |                                                   | 610                                               | 610                                               |
| 1806 | 1806                                              |                                                   | 1.475                                             | 1.475                                             |
| 1821 | 1821                                              |                                                   | 1.442                                             | 1.442                                             |
| 1831 | 1831                                              |                                                   | 1.823                                             | 1.823                                             |
| 1836 | 1836                                              |                                                   | 1.897                                             | 1.897                                             |
| 1841 | 1841                                              |                                                   | 1.967                                             | 1.967                                             |
| 1846 | 1846                                              |                                                   | 2.007                                             | 2.007                                             |
| 1851 | 1851                                              |                                                   | 2.084                                             | 2.084                                             |
| 1856 | 1856                                              |                                                   | 2.071                                             | 2.071                                             |
| 1861 | 1861                                              |                                                   | 2.069                                             | 2.069                                             |
| 1866 | 1866                                              |                                                   | 2.008                                             | 2.008                                             |
| 1872 | 1872                                              |                                                   | 1.936                                             | 1.936                                             |
| 1876 | 1876                                              |                                                   | 1.883                                             | 1.883                                             |
| 1881 | 1881                                              |                                                   | 1.869                                             | 1.869                                             |
| 1886 | 1886                                              |                                                   | 1.933                                             | 1.933                                             |
| 1891 | 1891                                              |                                                   | 1.963                                             | 1.963                                             |
| 1896 | 1896                                              |                                                   | 1.962                                             | 1.962                                             |
| 1901 | 1901                                              |                                                   | 1.900                                             | 1.900                                             |
| 1906 | 1906                                              |                                                   | 1.882                                             | 1.882                                             |
| 1911 | 1911                                              |                                                   | 1.860                                             | 1.860                                             |
| 1921 | 1921                                              |                                                   | 1.788                                             | 1.788                                             |
| 1926 | 1926                                              |                                                   | 1.696                                             | 1.696                                             |
| 1931 | 1931                                              |                                                   | 1.703                                             | 1.703                                             |
| 1936 | 1936                                              |                                                   | 1.707                                             | 1.707                                             |
| 1946 | 1946                                              |                                                   | 1.680                                             | 1.680                                             |
| 1954 | 1954                                              |                                                   | 1.635                                             | 1.635                                             |
| 1962 | 1962                                              |                                                   | 1.687                                             | 1.687                                             |
| 1968 | 1968                                              |                                                   | 1.729                                             | 1.729                                             |
| 1975 | 1975                                              |                                                   | 2.304                                             | 2.304                                             |
| 1982 | 1982                                              |                                                   | 2.339                                             | 2.339                                             |
| 1990 | 1990                                              |                                                   | 2.285                                             | 2.285                                             |
| 1999 | 1999                                              |                                                   | 2.256                                             | 2.256                                             |
| 2006 | 2006                                              |                                                   | 2.512                                             | 2.512                                             |
| 2013 | 2013                                              |                                                   | 2.857                                             | 2.857                                             |
| 2020 | 2020                                              |                                                   | 2.949                                             | 2.949                                             |
| Quelle(n): EHESS/Cassini bis 1999, INSEE ab 2006 Anmerkung(en): Ab 1962 offizielle Zahlen ohne Einwohner mit Zweitwohnsitz |                                                   |                                                   |                                                   |                                                   |

## Sehenswürdigkeiten
- Schloss Sainte-Hermine, frühere Burg aus dem 13. Jahrhundert im frühen 17. Jahrhundert für die wesentlichen Seigneurs und Angehörige des Calvinismus der Umgegend umgebaut, seit 2005 als Monument historique eingeschrieben
- Kirche Notre-Dame und ehemaliges Beinhaus, Mitte des 19. Jahrhunderts erbaut, seit 1989 als Monument historique eingeschrieben
- Kirche Saint-Pierre in Simon-la-Vineuse aus dem 17. Jahrhundert, seit 1990 als Monument historique eingeschrieben
- Protestantischer Friedhof, seit 1989 als Monument historique eingeschrieben
- Protestantische Kirche, seit 1989 als Monument historique eingeschrieben
- Logis Le Petit-Magny, Treppenturm, Kapelle und innere Kamine seit 1985 als Monument historique eingeschrieben
- Herrenhaus La Petite-Coudraie aus dem 17. und 18. Jahrhundert, seit 1984 in Teilen als Monument historique eingeschrieben
- Markthalle aus dem Jahr 1899, seit 1985 als Monument historique eingeschrieben
- Denkmal für Georges Clemenceau, der es am 2. Oktober 1921 selbst einweihte. Es sollte nicht für seinen eigenen Ruhm vorgesehen sein, sondern für die Verdienste der Poilus, die ihn umstellen, Es ist seit 1989 als Monument historique eingeschrieben

Schloss Sainte-Hermine
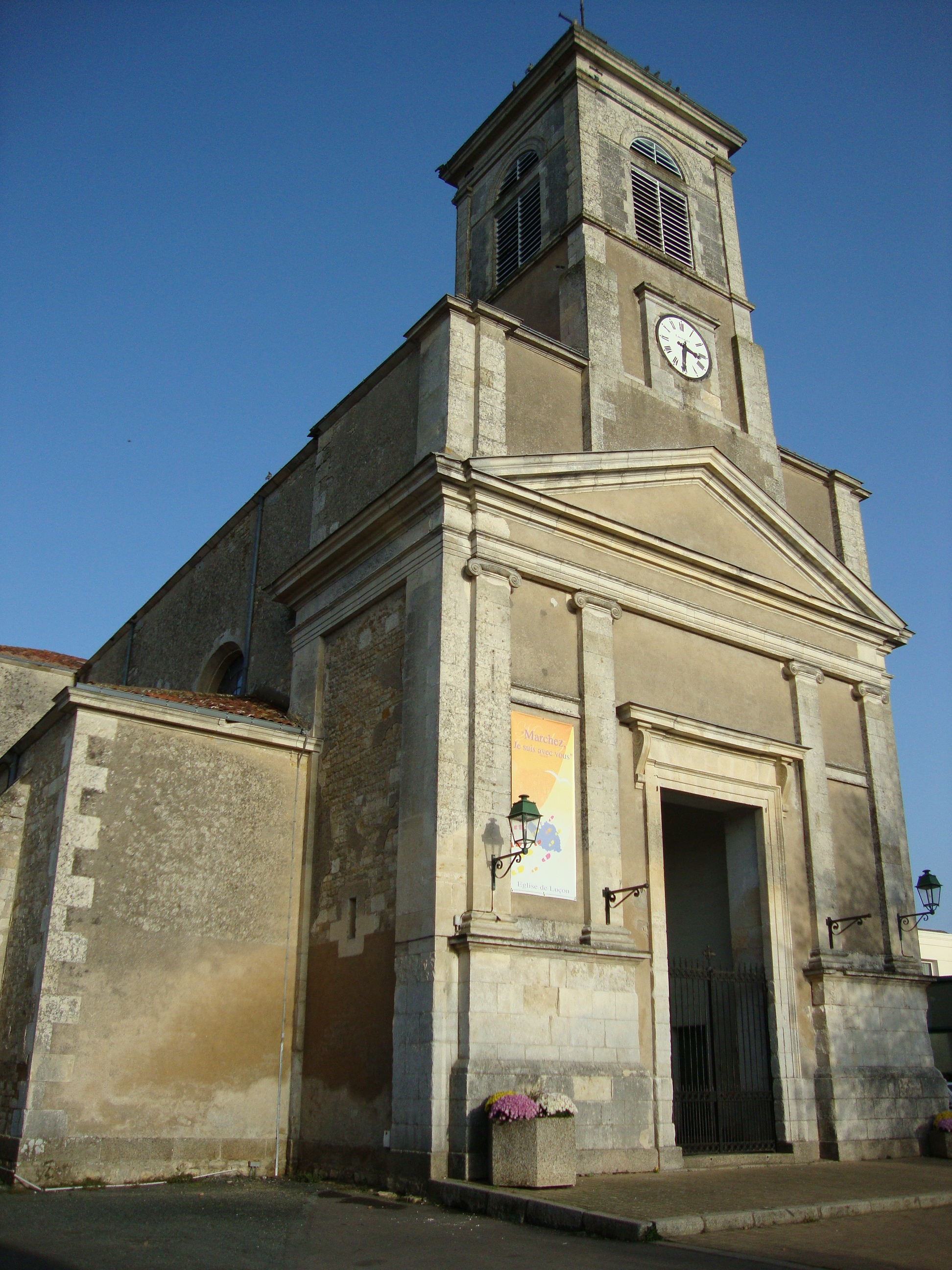
Kirche Notre-Dame
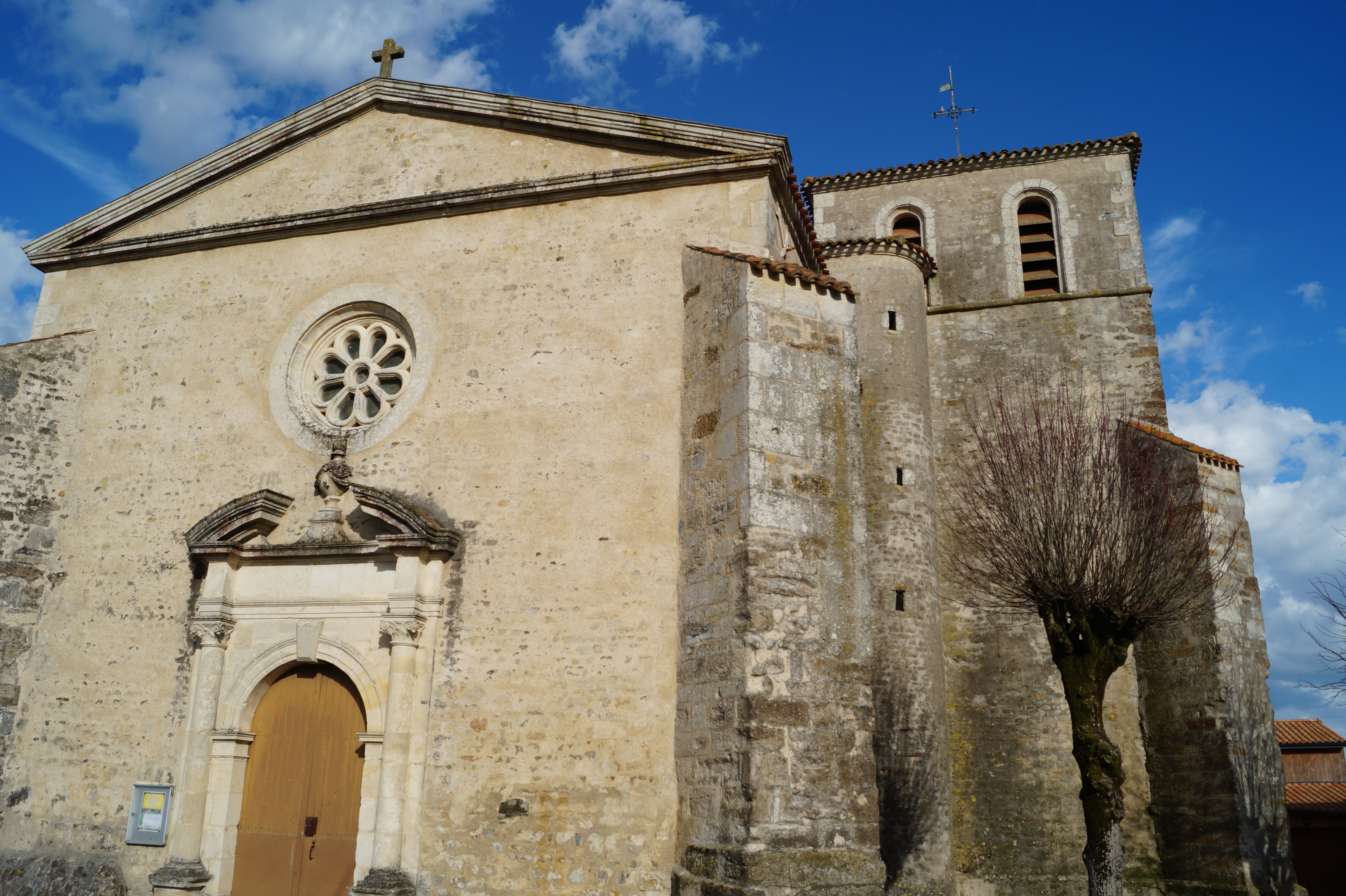
Kirche Saint-Pierre in Simon-la-Vineuse
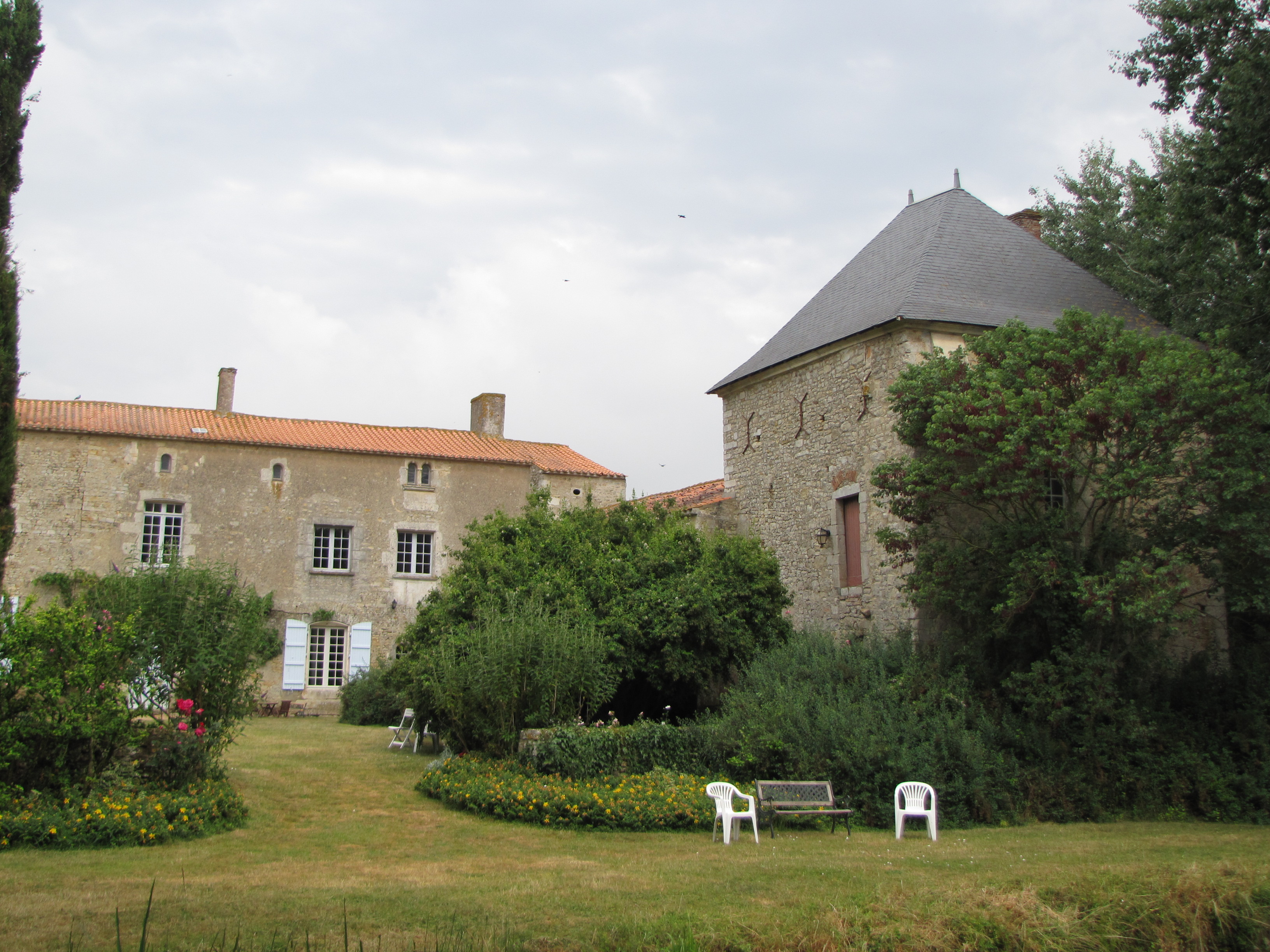
Herrenhaus La Petite-Coudraie
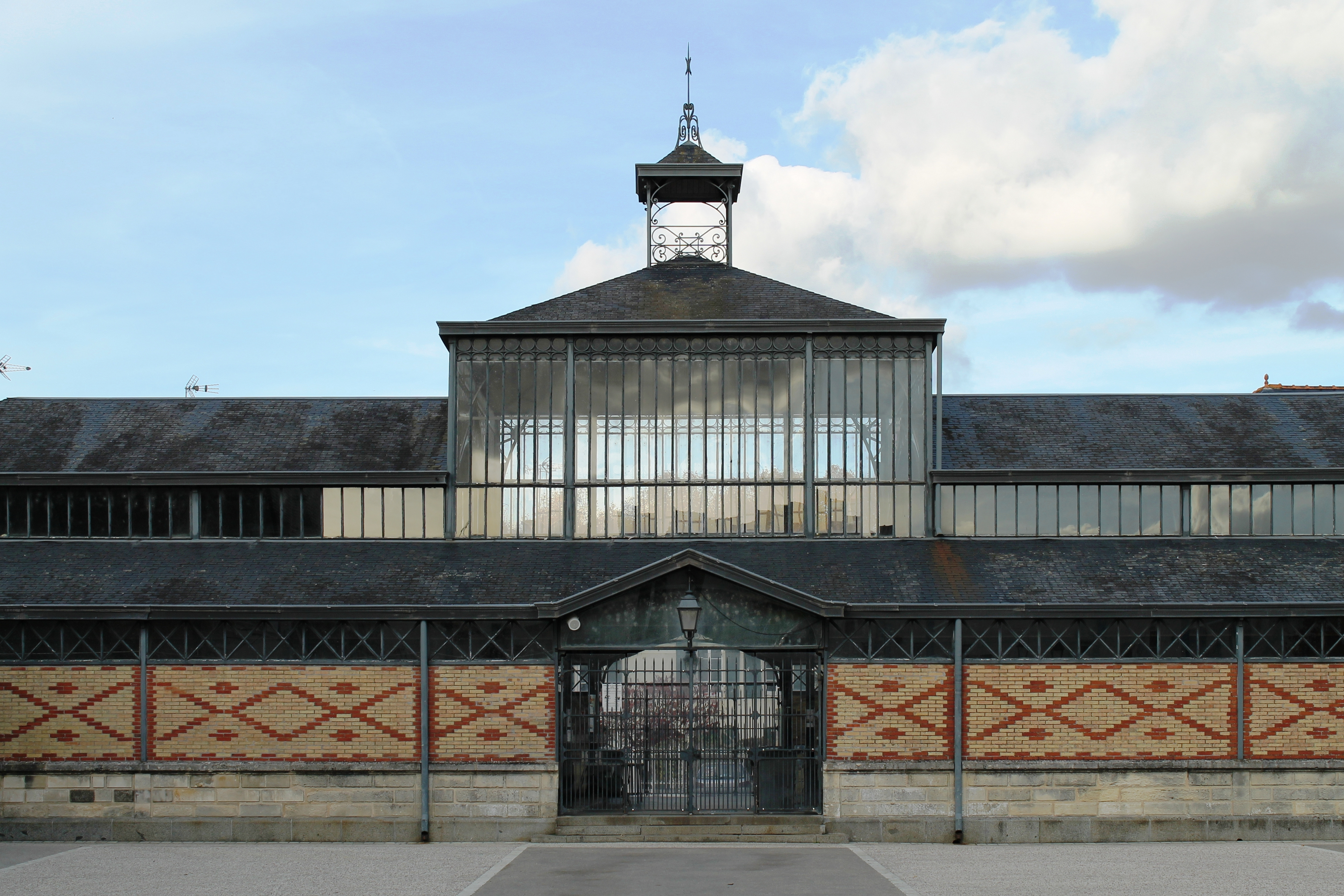
Markthalle
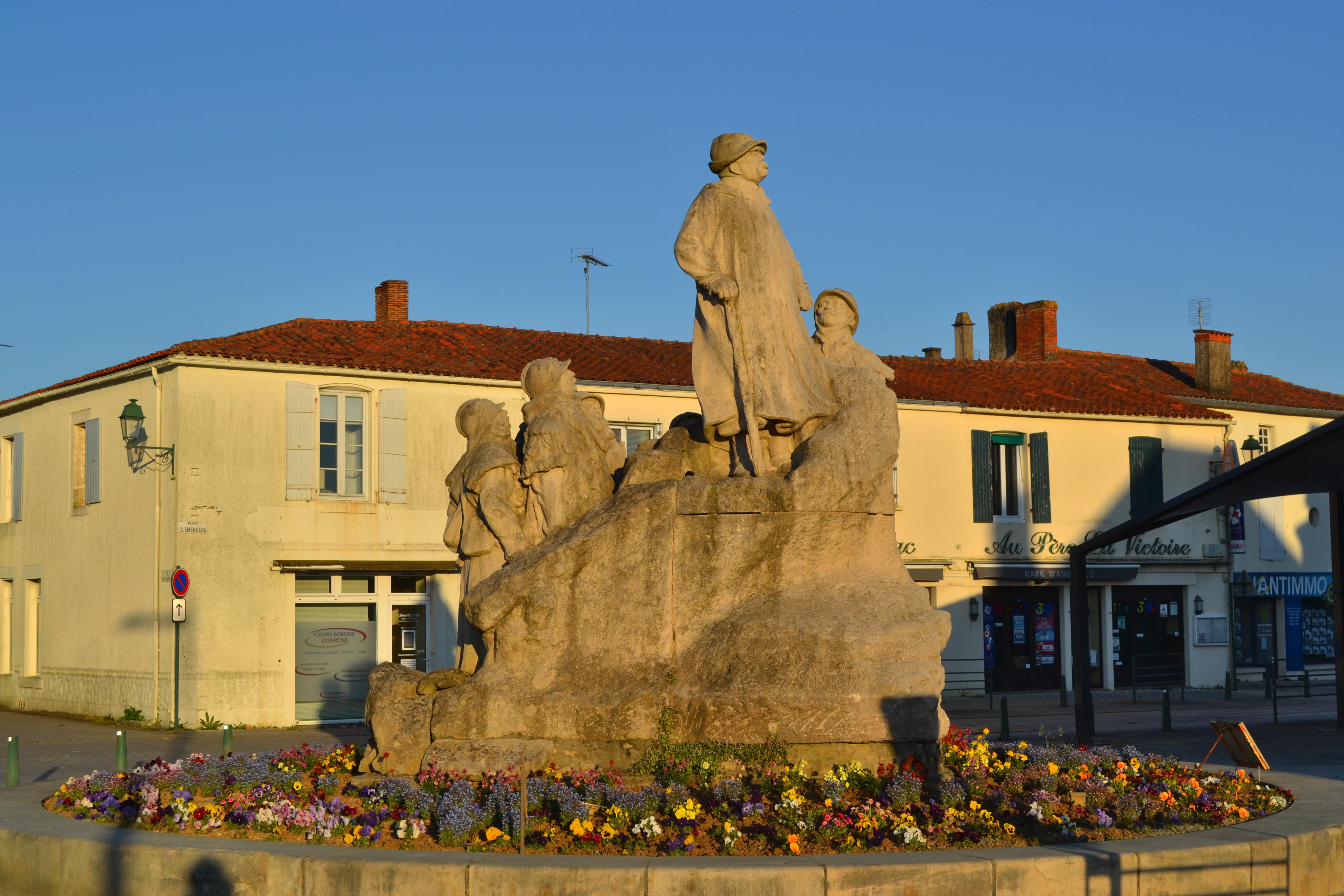
Denkmal für Georges Clemenceau